# Phenix City
Phenix City är ett samhälle (city) i Russell County i delstaten Alabama, USA. Phenix City är administrativ huvudort (county seat) i Russell County.